# Sede titolare di Bolina
Bolina (in latino Bolinensis) è una sede titolare soppressa della Chiesa cattolica.

## Storia
Gli Annuari Pontifici e i volumi dell'Annuaire Pontifical Catholique collocano questa sede titolare nell'Acaia. Eubel indica come regione geografica il Peloponneso e come metropolia di appartenenza l'arcidiocesi di Patrasso. La sede è chiamata Bolina o Bolena.
Le Quien, nel secondo volume del suo Oriens Christianus, tra le suffraganee di Patrasso menziona la diocesi di Oleno, che le Notitiae Episcopatuum del X secolo chiamano Bolaena. Nelle liste delle sedi titolari di rito latino si trova il titolo di Bolina per indicare la sede di Bolaena, ossia Oleno. La confusione nasce dal fatto che nei pressi di Oleno/Bolaena si trovava la piccola città di Bolina, che tuttavia nell'antichità non ebbe mai un vescovo.
Per questo motivo la sede titolare è stata soppressa alla fine dell'Ottocento.

## Cronotassi dei vescovi titolari
- Matija Delivić, O.F.M. † (12 dicembre 1735 - prima del 14 novembre 1740 deceduto)
- Józef Tadeusz Kierski † (19 novembre 1736 - 16 maggio 1768 nominato vescovo di Przemyśl)
- Antonin Kornel Przedwojewski, O.F.M.Cap. † (19 settembre 1768 - 3 agosto 1793 deceduto)
- Thomas Smith † (15 maggio 1807 - 30 luglio 1831 deceduto)
- Guy Ignatius Chabrat, P.S.S. † (21 marzo 1834 - prima del 12 febbraio 1850 deceduto)
- Salvatore Magnasco † (22 maggio 1868 - 27 ottobre 1871 nominato arcivescovo di Genova)
- Ignazio Persico, O.F.M.Cap. † (23 giugno 1874 - 26 marzo 1879 succeduto vescovo di Aquino, Sora e Pontecorvo)
- Constant Dubail, M.E.P. † (23 maggio 1879 - 7 dicembre 1887 deceduto)